# Beemster
Beemster je općina u nizozemskoj provinciji Sjeverna Holandija i ujedno prvi polder koji su Nizozemci stvorili isušivanjem jezera vjetrenjačama-pumpama. Polder Beemster je isušen u razdoblju od 1609. do 1612. godine, i do danas je sačuvao organizirane poljoprivredne površine, farme, putove, kanale, brane i sela koje su planirani u skladu s klasičnim renesansnim pravilima. Tako je mreža kanala u Beemsteru paralelna mreži putova. Zbog svoje povijesne važnosti i originalnosti tvorevine, koja je gotovo netaknuta od dana stvaranja, Beemster je 1999. godine upisan na UNESCO-ov popis mjesta svjetske baštine u Europi.
U općini Beemster nalaze se naselja: Middenbeemster, Noordbeemster, Westbeemster, Zuidoostbeemster. 
Sporazum o prijateljstvu s Beemsterom ima općina Studená (Češka).

## Povijest
Oko 800. godine ovo područje je bilo prekriveno tresetom malene rijeke Bamestra po kojoj je kraj dobio ime. Od 1150. do 125o. godine, ljudi su konstantnim iskapanjem treseta od ovog područja načinili jezero koje je bilo povezano kanalom s morem Zuiderzee.
Oko 1605. godine privatni investitori su započeli s isušivanjem jezera Beemster, i gotovo ga potpuno isušili 1610. godine kada je pukla brana i ponovno ga poplavila. Nakon toga su podigli branu u obliku prstena, visoku 1 metar, oko cijelog područja i 1612. godine nastao je polder Beemster. Zemlja na polderu Beemster se pokazala izuzetno plodnom za poljoprivredu i njegove urode je koristila nizozemska istočnoindijska kompanija na svojim prekookeanskim putovanjima.
Na ovom polderu su procvale farme krava i mljekare koje su imale neobične zgrade s piramidalnim krovovima (Stolp). God. 1910. osnovana je tvrtka CONO Kaasmakers koja od tada proizvodi sir Beemster, samo od krava koje pasu na ovom polderu. Danas se ovaj sir prodaje širom svijeta.
50 vjetrenjača-pumpi je održavalo razinu vode na ovom polderu više od tristo godina, a onda su zamijenjene parnim strojevima 1920-ih. Sustav ispumpavanja vode je obnovljen 1960-ih i od tada djeluje gotovo savršeno.

## Znamenitosti
U Beemsteru se nalazi pet utvrda koje su dio "Obrambene linije Amsterdama" (npr. Fort Spijkerboor), izgrađene od 1880. do 1920. godine, a koje su također UNESCO-ova svjetska baština.
- Farma s piramidalnim krovom
- Vjetrenjača u Middenbeemsteru
- Fort Nekkerweg
- Fort Purmerend